# MC Trouble
MC Trouble, pseudonimo di LaTasha Sheron Rogers (Los Angeles, 30 luglio 1970 – Los Angeles, 4 giugno 1991), è stata una rapper statunitense.
Fu la prima rapper donna a firmare con la Motown Records. Il suo più grande successo fu la canzone (I Wanna) Make You Mine, featuring The Good Girls, che raggiunse la 15ª posizione sulla classifica Hot Rap Singles della rivista Billboard.

## Carriera
Rogers pubblica l'EP Highroller's Girl nel 1988, senza ottenere particolare successo. Il 1º gennaio 1990 rilascerà il suo primo e unico album in studio, Gotta Get a Grip, un mix di hardcore rap ed R&B più commerciale, da cui saranno estratti, nel corso dell'anno, due singoli. Il 25 maggio viene rilasciato il più grande successo di MC Trouble, il singolo (I Wanna) Make You Mine, in collaborazione con il trio R&B The Good Girls. Il singolo raggiungerà la 15ª posizione nella classifica presente nella rivista Billboard chiamata Hot Rap Singles. Il 14 settembre viene rilasciato il secondo singolo estratto dall'album omonimo, Gotta Get a Grip, una traccia hardcore rap. Prima della sua morte, Rogers stava lavorando ad un secondo album.

## Morte
Rogers nacque con l'epilessia e riceveva un trattamento quotidiano per prevenire le convulsioni. Muore nel sonno il 4 giugno 1991, a casa di un amico a Los Angeles, poco dopo un atacco epilettico provocato da un tumore al cervello, che provoca un'insufficienza cardiaca.
Rogers è sepolta all'Inglewood Park Cemetery al centro della sezione Pinecrest. La sua tomba erratamente riporta il 1992 come data della morte.

## Tributi
La sua morte colpì molti artisti in giro per il paese. Phife Dawg degli A Trible Called Quest menzionò MC Trouble nella canzone del gruppo Vibes and Stuff, presente nel loro album The Low End Theory. P.E.A.C.E. dei Freestyle Fellowship cita MC Trouble nella loro canzone Dedications presente nel loro album To Whom It May Concern.... I Boyz II Men hanno dedicato il video musicale della loro canzone It's So Hard to Say Goodbye to Yesterday ad MC Trouble.

## Discografia

### Album in studio
- 1990 - Gotta Get a Grip

### EP
- 1988 - Highroller's Girl

### Singoli
- 1990 - (I Wanna) Make You Mine (con The Good Girls)
- 1990 - Gotta Get a Grip

La traccia postuma Big Ol' Jazz appare nella colonna sonora di House Party 2 verso la fine del 1991. Questa sarà la seconda e ultima canzone di MC Trouble ad entrare nella classifica Hot Rap Singles.